# 松田明典
松田 明典（まつだ あきのり、12月29日 - ）は日本のフィットネスインストラクター。
神奈川県出身。学習院大学法学部卒。血液型O型。大学在学中からインストラクターとして活動しその後フィットネス団体BRAFTを設立。オリジナル格闘技エクササイズプログラムを開発し都内近郊のフィットネスクラブに提供する。自らもフィットネスインストラクター兼トレーナーとして活動し、2006年に日本テレビ系列ミラクル☆シェイプに出演しIKKOのボディデザイナーを務めたことを皮切りに、2007年に日本テレビ系列「午後は○○おもいッきりテレビ」にて「篠原教授のお昼の脳トレ」コーナーのレギュラーなどバラエティ番組に出演。その後、インストラクター・トレーナー活動と並行して舞台俳優などマルチな活動をしている。

## 出演

### 雑誌
- FRaU（講談社）
- GLAMOROUS（講談社）
- CURRY（講談社）

### TV
- ミラクル☆シェイプ（2006年、日本テレビ）
- 午後は○○おもいッきりテレビ（2007年、日本テレビ）
- おもいッきりイイ!!テレビ（2008年、日本テレビ）
- きよしとこの夜（2009年、NHK総合テレビ）
- ぴったんこカン・カン（2009年、TBS）

### 舞台
- マスカラッド（2010年）
- 新選組（2011年）
- 花鳥風月（2011年）
- 千年の狐と小さな嘘(2012年)
- 草莽の剣(2012年)※脚本を共同執筆
- サンゴクシ(2013年)
- ハヤブサ(2014年)
- 思ひ草(2014年)
- 飛ぶ教室(2014年)